# Equulites moretoniensis
Equulites moretoniensis är en fiskart som först beskrevs av Ogilby 1912.  Equulites moretoniensis ingår i släktet Equulites och familjen Leiognathidae. Inga underarter finns listade i Catalogue of Life.